# محافظة بدر الجنوب
محافظة بدر الجنوب هي إحدى محافظات منطقة نجران جنوب السعودية، وعاصمتها الإدارية مدينة بدر الجنوب.

## الموقع
تقع في الجزء الشمالي الغربي من منطقة نجران وعلى حدود منطقة عسير. تبلغ مساحتها 4200 كم، وتتميز بموقعها وكذلك ارتفاعه عن مستوى سطح الأرض بحوالي 3000 قدم، كما تتميز بمناخها وتعدّ من المصايف، وتحفل بالعديد من الاثار والمواقع التاريخية. وتحدها الخوايس شمالاً والجفة وحبونا شرقاً والطلحة وظهران الجنوب غرباً وعشة ظهران وبلاد آل الحارث جنوباً.

## القرى والمراكز التابعة
تضم المحافظة خمسة مراكز هي:
- الخانق: يبعد عن المحافظة 17 كم، ويتبع له فرع الجبل، القرن، الحلمة، المجزعة، طليلة، رضية، قاب، قانية، شكلالة، المرقب، السوايل، علابة، ولقطة.
- هدادة: تبعد عن مركز المحافظة 60 كم، ويتبع لها صلة، والعبالة، العطف، الطاهرة، الرون، رغوان، السامك، المرخ، الصماء، براش.
- الرحاب: يبعد عن المحافظة 42 كم، ويضم قرى السلامة، وخضيران، والجديّدة، فرعة،
- لدمة: يقع غرب المحافظة ويبعد عنها 40 كم ويضم قرى المرتجم، والحجف، والنهماء، والنظارة، والشبيّكة.
- العرج: يبعد عن المحافظة 48 كم ويضم هجرة ذهبة بالإضافة لعدد من القرى مثل:المليّحة وفرع الجبل والمرتجم وقرية القرن وقانية وتريمه.

## السكان
يبلغ عدد سكان محافظة بدر الجنوب 11,117 نسمة حسب إحصائية سنة 2010م.